# Quercus pringlei
Quercus pringlei — вид рослин з родини букових (Fagaceae), поширений у північно-східній Мексиці.

## Опис
Quercus pringlei росте як вічнозелений кущ або невелике дерево (0.5)1–4(10) метрів заввишки. Кора тонка, тріщинувата. Гілочки стрункі, зі щільним запушенням. Листки напівшкірясті, вузько еліптичні або довгасті, рідко ланцетні, 16–40 × 5–13 мм; основа округла; верхівка тупа; край товстий, плоский, цілий або рідко з 1–3 парами дрібних, зубців у верхівкових 2/3; верх блискучий оливково-зелений, голий; низ тьмяний і блідий спочатку запушений, потім голий; ніжка з коротким запушенням, 2–6 мм. Період цвітіння: березень — квітень. Чоловічі сережки 1–3 см, з численними квітками. Жіночі сережки запушені, 2–4 мм, з 1–3 квітками. Жолуді поодинокі або парні, яйцюваті або кулясті, завдовжки 10–14 мм; чашечка у діаметрі 9–12 мм, із запушеними лусочками, охоплює 1/3 або 1/4 горіха; дозрівають першого року у жовтні.

## Середовище проживання
Поширений у північно-східній Мексиці (Сакатекас, Тамауліпас, Сан-Луїс-Потосі, Керетаро, Нуево-Леон, Ідальго, Дуранго, Коауїла); зростає в підгірному чагарнику до гірського лісу; росте на висотах від 1000 до 3000 метрів.

## Використання й загрози
Використовується для дров. Загрози: вирубки лісів, пожежі та / або надмірний випас худоби.